# Eleição municipal de Varginha em 2024
A eleição municipal da cidade de Varginha em 2024 ocorreu no dia 6 de outubro (em turno único), com o objetivo de eleger um prefeito, um vice-prefeito e 15 vereadores, que serão responsáveis pela administração da cidade, que se iniciará em 1° de janeiro de 2025 e com término em 31 de dezembro de 2028.
| Número Eleitoral | Candidato(a) a prefeito(a) | Candidato(a) a prefeito(a) | Candidato(a) a vice-prefeito(a) | Candidato(a) a vice-prefeito(a) | Partido/Coligação                                                                                    |
| Número Eleitoral | Nome                       | Partido                    | Nome                            | Partido                         | Partido/Coligação                                                                                    |
| ---------------- | -------------------------- | -------------------------- | ------------------------------- | ------------------------------- | --- |
| 22               | Zacarias Piva              | PL                         | Fernanda David                  | PL                              | Liberta Varginha PL, Republicanos, PP, PODE, Agir e Federação PSDB Cidadania                         |
| 43               | Fabiano Almeida            | PV (FE Brasil)             | Myriam Sant'ana                 | PT (FE Brasil)                  | FE Brasil (PT, PV e PCdoB) e PDT                                                                     |
| 55               | Leonardo Ciacci            | PSD                        | Antônio Silva                   | UNIÃO                           | Varginha Cresce e Avança PSD, UNIÃO, Avante, MDB, PRD, MOBILIZA, DC, PSB, Solidariedade, PRTB e NOVO |

## Pesquisas eleitorais
Candidatos
| Fonte | Data(s) Conduzidas | Amostragem | Ciacci PSD             | Piva PL   | Fabiano PV | Ninguém/Branco/Nulo | Não Sabe/Indeciso |     |     |    |     |     |
| ----- | ------------------ | ---------- | ---------------------- | --------- | ---------- | ------------------- | ----------------- | --- | --- | -- | --- | --- |
| Fonte | Data(s) Conduzidas | Amostragem | Itatiaia/Instituto Ver | 12-15 Set | 400        | Ninguém/Branco/Nulo | Não Sabe/Indeciso | 55% | 11% | 6% | 10% | 19% |

## Resultados
Prefeitura
| Candidato(a)           | Candidato(a)           | Vice                   | 1º turno 6 de outubro de 2024 | 1º turno 6 de outubro de 2024 |
| Candidato(a)           | Candidato(a)           | Vice                   | Total                         | Porcentagem                   |
| ---------------------- | ---------------------- | ---------------------- | ----------------------------- | ----------------------------- |
|                        | Leonardo Ciacci (PSD)  | Antônio Silva (UNIÃO)  | 51.822                        | 79,67%                        |
|                        | Zacarias Piva (PL)     | Fernanda David (PL)    | 6.645                         | 10,22%                        |
|                        | Fabiano Almeida (PV)   | Myriam Sant'ana (PT)   | 6.579                         | 10,11%                        |
| Total de votos válidos | Total de votos válidos | Total de votos válidos | 65.046                        | 90,02%                        |
| → Votos em branco      | → Votos em branco      | → Votos em branco      | 3.450                         | 4,77%                         |
| → Votos nulos          | → Votos nulos          | → Votos nulos          | 3.760                         | 5,20%                         |
| Total de votos         | Total de votos         | Total de votos         | 72.256                        | 69,27%                        |
| Abstenções             | Abstenções             | Abstenções             | 32.055                        | 30,73%                        |
| Total de inscritos     | Total de inscritos     | Total de inscritos     | 104.311                       | 100%                          |

Câmara Municipal
| Candidato(a)           | Candidato(a)                         | 1º turno 6 de outubro de 2024 | 1º turno 6 de outubro de 2024 |
| Candidato(a)           | Candidato(a)                         | Total                         | Porcentagem                   |
| ---------------------- | ------------------------------------ | ----------------------------- | ----------------------------- |
|                        | Dandan (PL)                          | 1.358                         | 2,09%                         |
|                        | Dudu Ottoni (AVANTE)                 | 1.315                         | 2,02%                         |
|                        | Dr. Lucas (PRD)                      | 1.181                         | 1,82%                         |
|                        | Dr. Fernando Guedes (PRD)            | 1.066                         | 1,64%                         |
|                        | Thulyo Paiva (UNIÃO)                 | 995                           | 1,53%                         |
|                        | Joãozinho Enfermeiro (DC)            | 992                           | 1,53%                         |
|                        | Pastor Faustinho (PSD)               | 992                           | 1,53%                         |
|                        | Alexandre Prado (AVANTE)             | 952                           | 1,47%                         |
|                        | Rogério Bueno (PV)                   | 945                           | 1,45%                         |
|                        | Marquinho da Cooperativa (MOBILIZA)  | 927                           | 1,43%                         |
|                        | Davi Martins (PL)                    | 925                           | 1,42%                         |
|                        | Zé Morais (AVANTE)                   | 922                           | 1,42%                         |
|                        | Ana Rios (UNIÃO)                     | 744                           | 1,15%                         |
|                        | Zilda Silva (PP)                     | 724                           | 1,12%                         |
|                        | Bruno Leandro Coletor de Lixo (PSDB) | 478                           | 0,74%                         |
| Total de votos válidos | Total de votos válidos               | 65.187                        | 90,36%                        |
| → Votos em branco      | → Votos em branco                    | 4.222                         | 5,84%                         |
| → Votos nulos          | → Votos nulos                        | 2.743                         | 3,80%                         |
| Total de votos         | Total de votos                       | 72.256                        | 69,27%                        |
| Abstenções             | Abstenções                           | 32.055                        | 30,73%                        |
| Total de inscritos     | Total de inscritos                   | 104.311                       | 100%                          |